# Chahār Bāghī
Chahār Bāghī (persiska: چهار باغی, Chāy Bāghī) är en ort i Iran.   Den ligger i provinsen Östazarbaijan, i den nordvästra delen av landet, 500 km väster om huvudstaden Teheran. Chahār Bāghī ligger 1 471 meter över havet och antalet invånare är 279.
Terrängen runt Chahār Bāghī är kuperad åt sydost, men åt nordväst är den platt. Runt Chahār Bāghī är det ganska tätbefolkat, med 155 invånare per kvadratkilometer. Närmaste större samhälle är Marāgheh, 7,7 km norr om Chahār Bāghī. Trakten runt Chahār Bāghī består i huvudsak av gräsmarker.